# Voineșița
Voineșița – wieś w Rumunii, w okręgu Vâlcea, w gminie Voineasa. W 2011 roku liczyła 467 mieszkańców.